# Raw Power
Az 1973-as Raw Power a The Stooges harmadik nagylemeze. Megjelenése után nem figyeltek rá, az együttes néhány év múlva feloszlott. A rajongótábor, amely főleg azokból a zenészekből állt, akik később létrehozták a punkot, azonban az egyik legfontosabb protopunk albummá tette a lemezt. Szerepel az 1001 lemez, amit hallanod kell, mielőtt meghalsz című könyvben.

## Az album dalai
| 1. | Search and Destroy                                          | Iggy Pop, James Williamson | 3:29 |
| 2. | Gimme Danger                                                | Pop, Williamson            | 3:33 |
| 3. | Your Pretty Face Is Going to Hell (eredetileg Hard to Beat) | Pop, Williamson            | 4:54 |
| 4. | Penetration                                                 | Pop, Williamson            | 3:41 |

| 1. | Raw Power       | Pop, Williamson | 4:16 |
| 2. | I Need Somebody | Pop, Williamson | 4:53 |
| 3. | Shake Appeal    | Pop, Williamson | 3:04 |
| 4. | Death Trip      | Pop, Williamson | 6:07 |

## Közreműködők
- Iggy Pop – ének
- James Williamson – gitár
- Ron Asheton – basszusgitár, háttérvokál
- Scott Asheton – dob

## Fordítás
Ez a szócikk részben vagy egészben a Raw Power című angol Wikipédia-szócikk ezen változatának fordításán alapul.  Az eredeti cikk szerkesztőit annak laptörténete sorolja fel. Ez a jelzés csupán a megfogalmazás eredetét és a szerzői jogokat jelzi, nem szolgál a cikkben szereplő információk forrásmegjelöléseként.